# Caja 25
Caja 25 é um documentário panamense realizado por Mercedes Arias e Delfina Vidal, sobre as cartas que foram escritas pelos construtores do Canal do Panamá. Foi apresentado no Festival Internacional de Cinema do Panamá a 12 de abril de 2015, onde ganhou o prémio de Melhor Documentário e o prémio Copa Airlines de Melhor Filme Ibero-americano de Ficção.
O filme foi escolhido para representar o Panamá na competição de Oscar de melhor filme estrangeiro da edição de 2016.No entanto, quando a lista final foi anunciada pela Academia, o filme não estava incluído.
O filme foi indicado aos prémios de Melhor Documentário Estrangeiro, Melhor Edição e Melhor Realização no International Filmmaker Festival of World Cinema em Milão.